# Styringomyia trifurciscutata
Styringomyia trifurciscutata är en tvåvingeart som beskrevs av Hynes 1988. Styringomyia trifurciscutata ingår i släktet Styringomyia och familjen småharkrankar. Inga underarter finns listade i Catalogue of Life.